# ونول
سیاهرگچه یا وِنول (به انگلیسی:Venule) رگ‌های بسیار باریکی هستند با قطر ۷ تا ۵۰ میکرومتر. وِنول‌ها در ریز جریان (به انگلیسی: Microcirculation) که نام جریان حمل خون ای است که خون را به رگ‌های کوچکتر درون بافت‌های بدن می‌رساند نقش مهمی دارند. ریز جریان دارای ۳ بخش اصلی، پیش مویرگی، مویرگی و پس مویرگی می باشد. ریز رگ‌ها هنگام ریزجریان به خون این اجازه را می‌دهند تا از بستر مویرگی به رگ‌های خونی بزرگتری به نام سیاهرگ‌ها برگردد. سیاهرگ‌ها در کل حاوی ۷۰ درصد از کل خون بدن هستند، که ۲۵ درصد از این میزان در ریز رگ‌ها جریان دارد. وِنول‌ها همچنین می‌توانند به شکل یک سیاهرگ واحد به هم بپیوندند.

## ساختار وِنول‌ها
وِنول‌ها شامل ۳ لایه ساختاری هستند، داخلی‌ترین لایهٔ درون رگی، لایهٔ میانی عضلانی و مرتجع و لایهٔ بیرونی از جنس بافت‌های همبندی. لایهٔ میانی وِنول‌ها بسیار باریک است که منجر می‌شود قطر آنها از آرتریول‌ها کمتر باشد همچنین این لایه‌ها بسیار پر منفذ هستند و خون به راحتی می تواند میان آنها و سلول‌ها جابه‌جا شود. از نمونه‌های تخصصی یافتهٔ این رگ‌ها می‌توان به ریز رگ‌های لنفاوی (HEVs) اشاره کرد که کمی قطورتر از ریز رگ‌های عادی هستند و مایع لنف درون جریان خون را به آسانی از دیواره‌های خویش عبور می‌دهند. همچنین ریز رگ‌ها می‌توانند به ندرت از بازپیوندی گونه بتای گلبول‌های قرمز با گلبول‌های سفید به وجود آیند.